# Онегин, Алексей Евсеевич
Онегин Алексей Евсеевич (при рождении Машонкин; 22 апреля 1920, Красноярск — 26 февраля 1989) — советский баянист, педагог и дирижёр. Заслуженный деятель искусств РСФСР (1973). Автор методических пособий и статей, произведений для хора и ансамбля народных инструментов; пьес, этюдов, песен, обработок и переложений для баяна.

## Биография
Родился в Красноярске 22 апреля 1920 года. Первые уроки игры на баяне получил у брата Ивана. В 1940 году, после второго курса музыкального училища, поступил в Московскую консерваторию по классу хорового дирижирования К. Б. Птицы (окончил в 1949-м). В 1927—1949 годах участник квартета баянистов Онегиных (с 1935 года квартет носил имя М. М. Ипполитова-Иванова), в котором играли его братья Иван (основатель квартета), Пётр (с 1937 года вместо Петра в квартете участвовала дочь Ивана Нина), и сестра (или жена Ивана) Мария Максимовна. Баянист филармонического общества Красноярска (1927—1934) и Московской областной филармонии (1934—1943, 1946—1949). В 1943—46 годах солист квартета баянистов Центрального дома культуры железнодорожников.
Первым исполнил некоторые произведения советских композиторов для баяна, среди них есть концерт для баяна с симфоническим оркестром (автор Л. Б. Степанов).
С 1950 года работал преподавателем по классу баяна и хорового дирижирования (1952—1959) в Институте имени Гнесиных (с 1969 года доцент). Одним из учеников А. Е. Онегина в этом институте был Вячеслав Галкин (выпуск 1960 года), ставший в 1973 году Заслуженным артистом РСФСР. В 1955-м дирижёр оркестра народных инструментов Всесоюзного радио. В 1956—1959 годах дирижёр Ансамбля песни Всесоюзного радио и телевидения. В 1968—1976 годах художественный руководитель созданного им оркестра баянистов «Русская гармоника» Московской областной филармонии. Скончался в 1989 году.

## Дискография
- В помощь изучающим музыку. Штрихи на баяне // Государственный музыкально-педагогический институт имени Гнесиных. — Мелодия, 1967. — Д 019789-90[7]